# Pittosporum artense
Pittosporum artense är en tvåhjärtbladig växtart som beskrevs av André Guillaumin. Pittosporum artense ingår i släktet Pittosporum och familjen Pittosporaceae. Inga underarter finns listade.